# Mongolie aux Jeux olympiques d'été de 2024
La Mongolie participe aux Jeux olympiques de 2024 à Paris. Il s'agit de sa 15e participation à des Jeux olympiques d'été.
L'athlète Bat-Ochiryn Ser-Od et la boxeuse Oyuntsetsegiin Yesügen (en) sont nommés porte-drapeaux de la délégation en juillet 2024.

## Nombre d’athlètes qualifiés par sport
Voici la liste des qualifiés et sélectionnés mongols par sport (remplaçants compris) :
| Sport                                 | Hommes | Femmes | Total |
| ------------------------------------- | ------ | ------ | ----- |
| Athlétisme                            | 1      | 2      | 3     |
| Boxe                                  | -      | 2      | 2     |
| Cyclisme                              | 1      | -      | 1     |
| Haltérophilie                         | -      | 1      | 1     |
| Judo                                  | 5      | 5      | 10    |
| Lutte                                 | 3      | 6      | 9     |
| Sports aquatiques • Natation sportive | 1      | 1      | 2     |
| Tir                                   | 2      | 1      | 3     |
| Tir à l'arc                           | 1      | -      | 1     |
| Total                                 | 14     | 18     | 32    |

## Bilan général
| Sport | Médaille d'or, Jeux olympiques | Médaille d'argent, Jeux olympiques | Médaille de bronze, Jeux olympiques | Total | Rang pays |
| ----- | ------------------------------ | ---------------------------------- | ----------------------------------- | ----- | --------- |
| Judo  | 0                              | 1                                  | 0                                   | 1     | 15e       |
| Total | 0                              | 1                                  | 0                                   | 1     | 74        |

| Jour       | Médaille d'or, Jeux olympiques | Médaille d'argent, Jeux olympiques | Médaille de bronze, Jeux olympiques | Total |
| ---------- | ------------------------------ | ---------------------------------- | ----------------------------------- | ----- |
| 27 juillet | 0                              | 1                                  | 0                                   | 1     |
| Total      | 0                              | 1                                  | 0                                   | 1     |

| Sexe   | Médaille d'or, Jeux olympiques | Médaille d'argent, Jeux olympiques | Médaille de bronze, Jeux olympiques | Total |
| ------ | ------------------------------ | ---------------------------------- | ----------------------------------- | ----- |
| Hommes | -                              | -                                  | -                                   | -     |
| Femmes | 0                              | 1                                  | 0                                   | 1     |
| Mixte  | -                              | -                                  | -                                   | -     |
| Total  | 0                              | 1                                  | 0                                   | 1     |

## Médaillés
| Sport | Discipline      | Athlète(s)              | Performance                        | Date            |
| ----- | --------------- | ----------------------- | ---------------------------------- | --------------- |
| Judo  | -48 kg - Femmes | Bavuudorjiin Baasankhüü | 1 - 0 contre Natsumi Tsunoda (JPN) | 27 juillet 2024 |

## Résultats

### Athlétisme

#### Hommes
| Athlète            | Épreuve  | Finale          | Finale |
| Athlète            | Épreuve  | Temps           | Rang   |
| ------------------ | -------- | --------------- | ------ |
| Bat-Ochiryn Ser-Od | Marathon | 2 h 42 min 33 s | 71e    |

#### Femmes
| Athlète                     | Épreuve  | Finale          | Finale |
| Athlète                     | Épreuve  | Temps           | Rang   |
| --------------------------- | -------- | --------------- | ------ |
| Galbadrakhyn Khishigsaikhan | Marathon | 2 h 33 min 26 s | 47e    |
| Bayartsogtyn Mönkhzayaa     | Marathon | 2 h 33 min 27 s | 48e    |

### Boxe
| athlète                     | Catégorie              | 1/16e de finale         | 1/8e de finale         | Quart de finale     | Demi-finale         | Finale              | Rang     |
| athlète                     | Catégorie              | Adversaire Résultat     | Adversaire Résultat    | Adversaire Résultat | Adversaire Résultat | Adversaire Résultat | Rang     |
| --------------------------- | ---------------------- | ----------------------- | ---------------------- | ------------------- | ------------------- | ------------------- | -------- |
| Oyuntsetsegiin Yesügen      | Poids mouches (-50 kg) | Valencia Défaite 0 - 5  | Éliminée               | Éliminée            | Éliminée            | Éliminée            | Éliminée |
| Möngöntsetsegiin Enkhjargal | Poids coqs (-54 kg)    | Charaabi Victoire 5 - 0 | Perijoc Victoire 4 - 1 | Akbaş Défaite 0 - 5 | Éliminée            | Éliminée            | Éliminée |

### Cyclisme

#### Route
| Athlète               | Compétition      | Temps           | Rang |
| --------------------- | ---------------- | --------------- | ---- |
| Jambaljamts Sainbayar | Contre-la-montre | 40 min 19 s 93  | 28e  |
| Jambaljamts Sainbayar | Course en ligne  | 6 h 28 min 31 s | 57e  |

### Haltérophilie
| Athlète                      | Compétition    | Arraché  | Arraché | Épaulé-jeté | Épaulé-jeté | Total  | Rang |
| Athlète                      | Compétition    | Résultat | Rang    | Résultat    | Rang        | Total  | Rang |
| ---------------------------- | -------------- | -------- | ------- | ----------- | ----------- | ------ | ---- |
| Mönkhjantsangiin Ankhtsetseg | Moins de 81 kg | 100 kg   | 10e     | 125 kg      | 10e         | 225 kg | 10e  |

### Judo
| Athlète                   | Compétition     | 1er tour                 | 2e tour                  | Quart de finale         | Demi-finale         | Repêchage                 | Finale / CB         | Rang |
| Athlète                   | Compétition     | Adversaire Résultat      | Adversaire Résultat      | Adversaire Résultat     | Adversaire Résultat | Adversaire Résultat       | Adversaire Résultat | Rang |
| ------------------------- | --------------- | ------------------------ | ------------------------ | ----------------------- | ------------------- | ------------------------- | ------------------- | ---- |
| Enkhtaivany Ariunbold     | Moins de 60 kg  | Samy Victoire 10 - 00    | Mkheidze Défaite 00 - 10 | Éliminé                 | Éliminé             | Éliminé                   | Éliminé             | 9e   |
| Yondonperenlein Baskhüü   | Moins de 66 kg  | Non disputé              | Iadov Victoire 10 - 00   | Lima Défaite 00 - 01    | Non disputé         | Khyar Défaite 00 - 01     | Éliminé             | 7e   |
| Batzayaagiin Erdenebayar  | Moins de 73 kg  | Stump Victoire 01 - 00   | Cases Victoire 01 - 00   | Osmanov Défaite 00 - 10 | Non disputé         | Hashimoto Défaite 00 - 10 | Éliminé             | 7e   |
| Batkhuyagiin Gonchigsüren | Moins de 100 kg | Paltchik Défaite 00 - 10 | Éliminé                  | Éliminé                 | Éliminé             | Éliminé                   | Éliminé             | 17e  |
| Odkhüügiin Tsetsentsengel | Plus de 100 kg  | Abramov Défaite 00 - 01  | Éliminé                  | Éliminé                 | Éliminé             | Éliminé                   | Éliminé             | 17e  |

| Athlète                     | Compétition    | 1er tour                   | 2e tour                 | Quart de finale          | Demi-finale               | Repêchage                    | Finale / CB             | Rang                               |
| Athlète                     | Compétition    | Adversaire Résultat        | Adversaire Résultat     | Adversaire Résultat      | Adversaire Résultat       | Adversaire Résultat          | Adversaire Résultat     | Rang                               |
| --------------------------- | -------------- | -------------------------- | ----------------------- | ------------------------ | ------------------------- | ---------------------------- | ----------------------- | ---------------------------------- |
| Bavuudorjiin Baasankhüü     | Moins de 48 kg | Esposito Victoire 10 – 00  | Tanzer Victoire 10 – 00 | Narváez Victoire 10 – 00 | Martínez Victoire 10 – 00 | Non disputé                  | Tsunoda Défaite 00 – 01 | Médaille d'argent, Jeux olympiques |
| Lkhagvasürengiin Sosorbaram | Moins de 52 kg | Toro Victoire 10 – 00      | Pupp Défaite 00 – 10    | Éliminée                 | Éliminée                  | Éliminée                     | Éliminée                | 9e                                 |
| Lkhagvatogoogiin Enkhriilen | Moins de 57 kg | Gjakova Victoire 10 – 00   | Starke Victoire 11 – 01 | Huh Défaite 00 – 01      | Non disputé               | Liparteliani Défaite 00 – 10 | Éliminée                | 7e                                 |
| Otgonbayaryn Khüslen        | Moins de 78 kg | Vanessa Victoire 01 – 00   | Lanir Défaite 00 – 10   | Éliminée                 | Éliminée                  | Éliminée                     | Éliminée                | 9e                                 |
| Amarsaikhany Adiyaasüren    | Plus de 78 kg  | Berlikash Victoire 10 – 00 | Ozdemir Défaite 00 – 10 | Éliminée                 | Éliminée                  | Éliminée                     | Éliminée                | 9e                                 |

| athlète | Huitième de finale   | Quart de finale     | Demi-finale         | Repêchage           | Finale / CB         | Rang |
| athlète | Adversaire Résultat  | Adversaire Résultat | Adversaire Résultat | Adversaire Résultat | Adversaire Résultat | Rang |
| --- | -------------------- | ------------------- | ------------------- | ------------------- | ------------------- | ---- |
| Lkhagvasürengiin Sosorbaram Lkhagvatogoogiin Enkhriilen Amarsaikhany Adiyaasüren Yondonperenlein Baskhüü Batzayaagiin Erdenebayar Batkhuyagiin Gonchigsüren | Israël Défaite 3 - 4 | Éliminés            | Éliminés            | Éliminés            | Éliminés            | 17e  |

### Lutte
| Athlète                    | Compétition     | Huitièmes de finale         | Quart de finale                | Demi-finale           | Repêchage           | Finale / CB           | Rang |
| Athlète                    | Compétition     | Adversaire Résultat         | Adversaire Résultat            | Adversaire Résultat   | Adversaire Résultat | Adversaire Résultat   | Rang |
| -------------------------- | --------------- | --------------------------- | ------------------------------ | --------------------- | ------------------- | --------------------- | ---- |
| Tömör-Ochiryn Tulga        | Moins de 65 kg  | Valdés Victoire 5 - 0       | Tevanyan Victoire 7 - 5        | Kiyooka Défaite 5 - 1 | Non disputé         | Rivera Défaite 9 - 10 | 5e   |
| Byambasürengiin Bat-Erdene | Moins de 86 kg  | Nurmagomedov Défaite 2 - 11 | Éliminé                        | Éliminé               | Éliminé             | Éliminé               | 12e  |
| Mönkhtöriin Lkhagvagerel   | Moins de 125 kg | Parris Victoire 10 - 5      | Meshvildishvili Défaite 2 - 12 | Éliminé               | Éliminé             | Éliminé               | 8e   |

| Athlète                 | Compétition    | Huitièmes de finale         | Quart de finale         | Demi-finale               | Repêchage                | Finale / CB              | Rang |
| Athlète                 | Compétition    | Adversaire Résultat         | Adversaire Résultat     | Adversaire Résultat       | Adversaire Résultat      | Adversaire Résultat      | Rang |
| ----------------------- | -------------- | --------------------------- | ----------------------- | ------------------------- | ------------------------ | ------------------------ | ---- |
| Dolgorjavyn Otgonjargal | Moins de 50 kg | Liuzzi WO                   | Stadnik Victoire 4 - 4  | Hildebrandt Défaite 0 - 5 | Non disputé              | Feng Défaite 4 - 6       | 5e   |
| Batkhuyagiin Khulan     | Moins de 53 kg | Ogunsanya Victoire 3F - 1   | Fujinami Défaite 2 - 8F | Non disputé               | Parrish Victoire 10F - 4 | Pang Défaite 2 - 6F      | 5e   |
| Boldsaikhany Khongorzul | Moins de 57 kg | Hong Défaite 12 - 16        | Éliminée                | Éliminée                  | Éliminée                 | Éliminée                 | 11e  |
| Pürevdorjiin Orkhon     | Moins de 62 kg | Koliadenko Défaite 7 - 8    | Non disputé             | Non disputé               | Dudova Victoire 3 - 1    | Tynybekova Défaite 6 - 6 | 5e   |
| Enkhsaikhany Delgermaa  | Moins de 68 kg | Zhumanazarova Défaite 3 - 8 | Non disputé             | Non disputé               | Ozaki Défaite 0 - 6F     | Éliminée                 | 13e  |
| Enkh-Amaryn Davaanasan  | Moins de 76 kg | Reuben Victoire 5 - 2       | Rentería Défaite 3 - 6  | Éliminée                  | Éliminée                 | Éliminée                 | 9e   |

### Natation
| Athlète            | Épreuve          | Séries  | Séries | Demi-finales | Demi-finales | Finale  | Finale  |
| Athlète            | Épreuve          | Temps   | Rang   | Temps        | Rang         | Temps   | Rang    |
| ------------------ | ---------------- | ------- | ------ | ------------ | ------------ | ------- | ------- |
| Batbayar Enkhtamir | 100 m nage libre | 50 s 81 | 50e    | Éliminé      | Éliminé      | Éliminé | Éliminé |

| Athlète                | Épreuve          | Séries        | Séries | Demi-finales | Demi-finales | Finale   | Finale   |
| Athlète                | Épreuve          | Temps         | Rang   | Temps        | Rang         | Temps    | Rang     |
| ---------------------- | ---------------- | ------------- | ------ | ------------ | ------------ | -------- | -------- |
| Batbayaryn Enkhkhüslen | 200 m nage libre | 1 min 59 s 94 | 18e    | Éliminée     | Éliminée     | Éliminée | Éliminée |

### Tir
| Tireurs               | Compétition                  | Qualification | Qualification | Finale  | Finale  |
| Tireurs               | Compétition                  | Points        | Rang          | Points  | Rang    |
| --------------------- | ---------------------------- | ------------- | ------------- | ------- | ------- |
| Enkhtaivany Davaakhüü | Pistolet à 10 m air comprimé | 578-21x       | 7e            | 115,7   | 8e      |
| Enkhtaivany Davaakhüü | Pistolet à 25 m tir rapide   | 578-20x       | 20e           | Éliminé | Éliminé |
| Nyantaigiin Bayaraa   | Carabine à 50 m 3 positions  | 584-26x       | 30e           | Éliminé | Éliminé |

| Tireuses           | Compétition                 | Qualification | Qualification | Finale | Finale |
| Tireuses           | Compétition                 | Points        | Rang          | Points | Rang   |
| ------------------ | --------------------------- | ------------- | ------------- | ------ | ------ |
| Oyuunbatyn Yesügen | Carabine à 50 m 3 positions | 589-40x       | 4e            | 407,6  | 7e     |

| Tireurs                                | Compétition                  | Qualification | Qualification | Finale   | Finale   |
| Tireurs                                | Compétition                  | Points        | Rang          | Points   | Rang     |
| -------------------------------------- | ---------------------------- | ------------- | ------------- | -------- | -------- |
| Oyuunbatyn Yesügen Nyantaigiin Bayaraa | Carabine à 10 m air comprimé | 625,4         | 16e           | Éliminés | Éliminés |

### Tir à l'arc
| Athlète                   | Compétition | Tour préliminaire | Tour préliminaire | 1/32e de finale      | 1/16e de finale  | 1/8e de finale   | Quart de finale  | Demi-finale      | Finale / MB      | Rang    |
| Athlète                   | Compétition | Score             | Rang              | Adversaire Score     | Adversaire Score | Adversaire Score | Adversaire Score | Adversaire Score | Adversaire Score | Rang    |
| ------------------------- | ----------- | ----------------- | ----------------- | -------------------- | ---------------- | ---------------- | ---------------- | ---------------- | ---------------- | ------- |
| Baatarkhuyagiin Otgonbold | Hommes      | 643               | 54e               | Grande Défaite 1 - 7 | Éliminé          | Éliminé          | Éliminé          | Éliminé          | Éliminé          | Éliminé |